# Rovné (powiat Humenné)
Rovné – wieś (obec) na Słowacji położona w kraju preszowskim, w powiecie Humenné. Pierwsze wzmianki o miejscowości pochodzą z roku 1567.
Według danych z dnia 31 grudnia 2012, wieś zamieszkiwało 455 osób, w tym 244 kobiety i 211 mężczyzn.
W 2001 roku rozkład populacji względem narodowości i przynależności etnicznej wyglądał następująco:
- Słowacy – 98,95%
- Czesi – 0,21%
- Morawianie – 0,21%
- Rusini – 0,21%
- Ukraińcy – 0,42%

Ze względu na wyznawaną religię struktura mieszkańców kształtowała się w 2001 roku następująco:
- Katolicy rzymscy – 96,41%
- Grekokatolicy – 1,69%
- Ewangelicy – 0,21%
- Prawosławni – 0,21%
- Ateiści – 0,63%